# Gonzalo Feito
Gonzalo Enrique Feito Rosse (Santiago, 4 de marzo de 1976) es un periodista, presentador de televisión y locutor radial chileno. También ha incursionado como actor de cine y televisión.

## Trayectoria

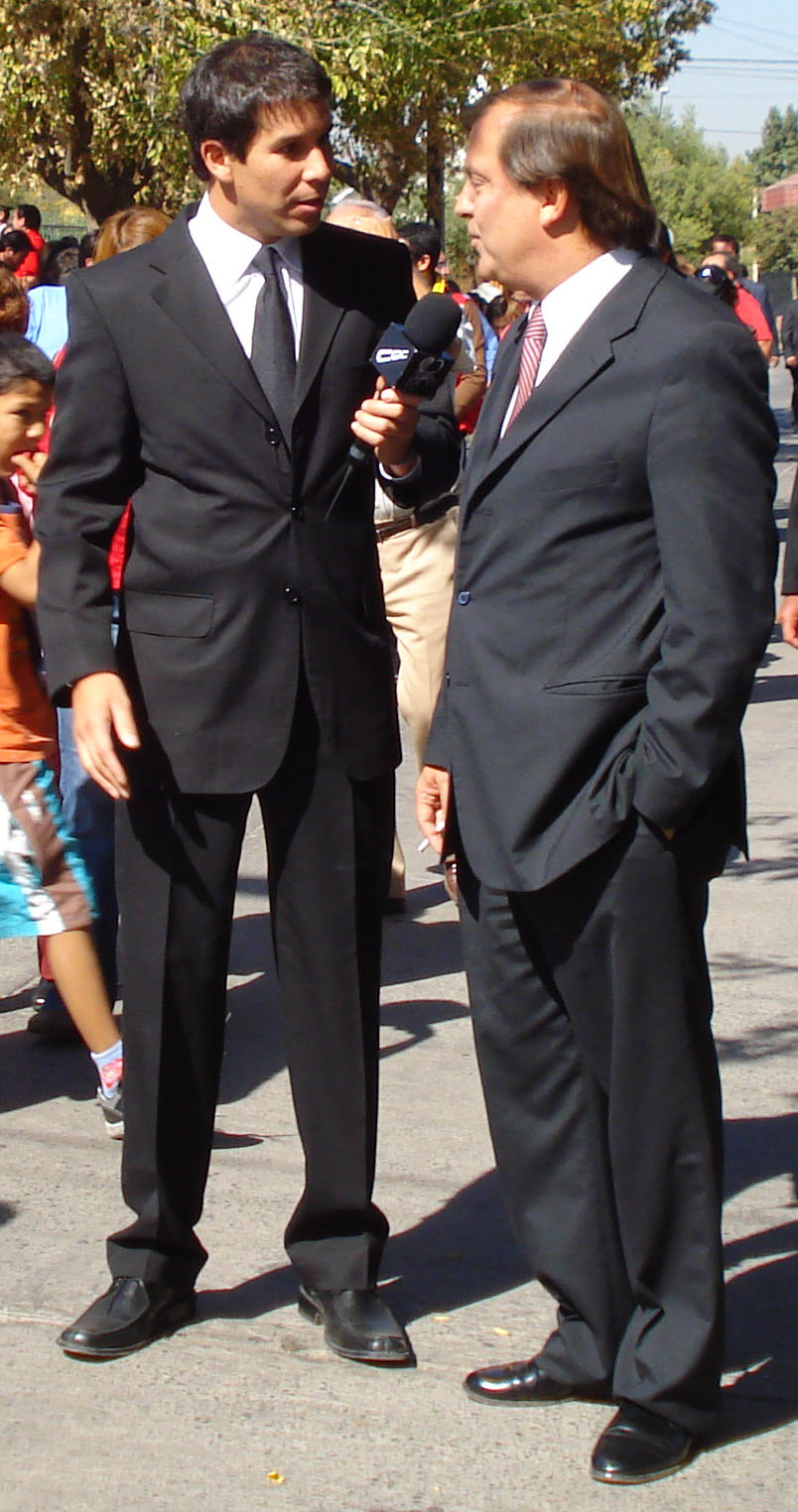
Feito (a la izquierda) entrevistando a Francisco Vidal para Caiga quien caiga en 2008

Se inició en el recordado programa Extra jóvenes, de Chilevisión, pero fue en CQC donde se dio a conocer. Comenzó como notero en 2002 y tras la partida de Felipe Bianchi pasó a la conducción, combinando ambos roles por ocho años.
En paralelo a CQC, en Mega condujo el reality show de bármanes llamado Guerra de bares, y el programa Los Especialistas. Además, debutó como actor interpretando a un joven Doctor Sagall en el primer capítulo de la serie juvenil Xfea2 y luego se integró al elenco de la temporada 2 de la serie chilena Tres son multitud interpretando a Felipe.
En 2011 emigró a Canal 13 donde condujo Alfombra roja junto a Diana Bolocco y Marcelo Comparini, además de Chile merkén en la señal de cable 13C. Más tarde, estuvo dos años como panelista de Así somos de La Red.
También incursionó en la radio con el programa 120 Minutos en Radio W y con After Office en Radio Agricultura.
Se retiró de la pantalla, pero sigue ligado a la televisión apareciendo esporádicamente y como productor de programas.
2017 estuvo a punto de ir a las parlamentarias por el partido Evolución Política (EVOPOLI) por el distrito 9 en donde Feito manifestó a La Cuarta que “Aviso desde ya que, si se concreta, toda mi campaña será financiada por mí, porque no estoy ni ahí con devolver favores. Hay una crisis ética y moral por culpa de los partidos políticos. Lo del Sename es el colmo de aquello”.
En junio de 2019 anunció que, junto a su productora lanzaría un canal de televisión digital con enfoque feminista tras adjudicarse una concesión del Consejo Nacional de Televisión.
En 2022 asume la conducción de la segunda temporada del polémico programa de corte político Sin filtros, transmitido por el canal de cable Vive y vía YouTube.
2024 es conductor de La Metro radio junto con la joven Javiera Rodríguez en su programa Ingobernables 

## Polémicas

### Odio internacional
10 de mayo del 2018 en el Festival de Cannes el notero llegó a la presentación de la película “Todos lo saben”, protagonizada por Javier Bardem y Penélope Cruz.
Feito le comento “El único hombre del mundo que disfruta trabajando con su mujer”.
A lo cual Bardem no le gustaron sus palabras y le respondió con un tono molesto “la pregunta es de un mal gusto tremendo”.
Penélope Cruz, no se quedó callada y dijo que “lo hemos hecho varias veces y no nos llevamos los personajes a casa al final del día porque tenemos la misma visión del trabajo”.
El hecho no pasó colado en la prensa internacional y reaccionaron en contra del periodista de CQC, quien fue catalogado de machista por el Huffington Post y El País.

### Baradit
21 de julio de 2022 Gonzalo Feito le respondió a Jorge Baradit “Eres un cagón”
luego de que el exconvencional Jorge Baradit lanzar un tuit en contra del programa que conduce, “Sin Filtros”.
“Cosas que me alegran. Que ese water llamado SIN FILTROS ya no le importa a nadie. Que manera de banalizar y degradar la discusión sobre el texto constitucional. Necesitamos que al televisión esté a la altura del momento histórico que vive el país”, fue lo que expresó a tavés de Twitter el también escritor.
La réplica de Gonzalo Feito
“La verdad Jorge, te quiero decir que este water, que para mí muchas cosas tuyas son un water, pero no importa, son opiniones personales. Este water lo ven más de 3 millones de personas al mes, cada capítulo tiene 200 mil reproducciones, se transmite en distintos cables operadores en todo Chile, nos escriben desde China, Italia, desde distintas partes del mundo, somos trending topic casi todos los días”,
“Decir que es un water, a mí la verdad que me encabrona y me pone mala onda, porque acá hay gente como René Naranjo que viene todos los días a ponerle el pecho a las balas, a defender un texto que tú y tus amigos escribieron“.
Por último expresó: “Sacaste 21 mil votos, no sacaste nada (…) acá hay un asiento disponible para ti, para que vengas cuando quieras. Jorge eres un cagón, sé que nunca vas a venir, no tienes huevos“ “Eres un cagón” 

### Copano
La broma que incomodó a Feito
Sin perder la oportunidad de lanzarle una indirecta, Fabrizio Copano contó que no se contuvo y le soltó una frase cargada de ironía: “¿Vienen acá a vender alguno de sus productos neonazis al canal?”. Y luego, también el comediante le dijo: “¿O me vienes a apoyar? Porque me has apoyado tanto en mi carrera”.

### Harol Mayne-Nicholls
Harold Mayne-Nicholls, exdirigente deportivo y aspirante a candidato presidencial, usó sus redes sociales para hacer una denuncia contra el programa político “Sin Filtros”, donde iba a ser entrevistado por Gonzalo Feito.
A última hora, todo se canceló por una cosa de tiempos y el antofagastino contó su versión de los hechos en TikTok. “No es que no haya ido a Sin Filtros. Tomé mis cosas y me fui, que es distinto. Yo no estoy dispuesto a aceptar dos cosas: uno, la falta de respeto de que te citen sin informarte que tienes que estar una hora esperando. Por mucho que te digan que tienen buen catering (comida), qué me interesa a mí el catering, si mi tiempo vale más”.
Gonzalo Feito, conductor del espacio televisivo, fue invitado y aseguró que siempre citan a sus invitados una hora antes.e el convidado llegó a las 18:00 y “a las 18:15 agarró sus cosas y se mandó a cambiar”.
“Harold, fueron solo 15 minutos nada más. Ahora, eso de decir que lo queríamos hacer esperar para predisponerlo mal, para tenerlo medio quemado, eso no es así. Nosotros no ganamos con eso, ganamos teniendo una linda entrevista, nada más”

### Gonzalo Feito por fraude al Fisco
tras una denuncia presentada ante el Ministerio Público en el año 2021, en contra del empresario Mauricio Javier Abdala y Gonzalo Feito por el delito de fraude al Fisco; siendo judicializada dos años después ante el 7mo Juzgado de Garantía de Santiago. 
```
tanto como Abdala y Feito se encuentran en calidad de imputados, contradiciendo la versión inicial de 
Aldo Duque
 sobre que la presencia del animador en la causa es solamente porque fue citado a declarar.
[
9
]
```

## Filmografía

### Programas de televisión
| Año           | Programa            | Rol                     | Canal                |
| ------------- | ------------------- | ----------------------- | -------------------- |
| 2001          | Extra jóvenes       | Conductor               | Chilevisión          |
| 2002          | Ciudad Cuática      | Conductor               | Chilevisión          |
| 2005          | Guerra de bares     | Conductor               | Mega                 |
| 2007          | BKN Awards          | Backstage               | Mega                 |
| 2010          | Los especialistas   | Conductor               | Mega                 |
| 2011          | Alfombra roja       | Conductor               | Canal 13             |
| 2011          | Chile merkén        | Conductor               | 13C                  |
| 2012          | Así somos           | Panelista               | La Red               |
| 2012          | Los profesionales   | Conductor               | La Red               |
| 2012          | Intrusos            | Reemplazo de conducción | La Red               |
| 2013          | Mentiras verdaderas | Reemplazo de conducción | La Red               |
| 2013          | Mañaneros           | Reemplazo de Conducción | La Red               |
| 2002-2010     | Caiga quien caiga   | Notero y conductor      | Mega                 |
| 2017-2021     | Caiga quien caiga   | Notero y conductor      | Chilevisión          |
| 2018          | Mar adentro         | Conductor               | TVN                  |
| 2022-presente | Sin filtros         | Conductor               | Canal Vive y YouTube |

### Series y unitarios
| Año  | Serie             | Rol                       | Canal       |
| ---- | ----------------- | ------------------------- | ----------- |
| 2004 | Xfea2             | Dr. Víctor Zagall (joven) | Mega        |
| 2007 | Tres son Multitud | Felipe                    | Mega        |
| 2008 | Casado con hijos  | Él mismo                  | Mega        |
| 2013 | divina comida     | Participante              | Chilevision |

### Películas
| Año  | Película    | Rol    | Director      |
| ---- | ----------- | ------ | ------------- |
| 2003 | El nominado | Notero | Gabriel López |

### Radio
| Año         | Programa        | Rol                                   | Emisora           |
| ----------- | --------------- | ------------------------------------- | ----------------- |
| 1998        | variado         | Práctica profesional                  | Radio Chilena     |
| 1999        | Variado         | Periodista                            | Radio Carolina    |
| 2011        | 120 minutos     | Radio Locutor                         | Radio w           |
| 2012        | After Office    | Radio Locutor                         | Radio Agricultura |
| 2022        | Mirada VELVET   | CO-Conductor                          | Radio Agricultura |
| 2024        | El Rompecabezas | Conductor (remplazo de Pedro Carcuro) | Radio Agricultura |
| 2024 - 2025 | Ingobernables   | Conductor                             | La Metro          |

## Premios
| Premio                                                                                  | Año  |
| --------------------------------------------------------------------------------------- | ---- |
| Reconocimiento al conductor del mejor programa de actualidad nacional por Karim Bianchi | 2023 |